# Selecció de futbol de Malawi
La Selecció de futbol de Malawi és l'equip representatiu del país a les competicions oficials. Està dirigida per l'Associació de Futbol de Malawi (en anglès, Football Association of Malawi), pertanyent a la Confederació Africana de Futbol (CAF).
És una selecció amb una pobre presència internacional, ja que només ha participat en dues fases finals de la Copa d'Àfrica de Nacions, i no ha passat mai de la primera ronda.

## Estadístiques
- Participacions en la Copa del Món = Cap
- Participacions en la Copa d'Àfrica = 2
- Primera Copa d'Àfrica = 1984
- Millor resultat a la Copa d'Àfrica = 1a ronda (1984 i 2010)
- Participacions olímpiques = Cap

## Competicions internacionals

### Participacions en la Copa del Món
- Des de 1930 a 1974 - No participà
- Des de 1978 a 1990 - No es classificà
- 1994 - Es retirà
- Des de 1998 a 2018 - No es classificà

### Participacions en la Copa d'Àfrica
- Des de 1957 a 1974 - No participà
- 1976 - 1978 - No es classificà
- 1980 - No participà
- 1982 - No es classificà
- 1984 - 1a ronda
- 1986 - No es classificà
- 1988 - No participà
- 1990 a 2008 - No es classificà
- 2010 - 1a ronda
- 2012 a 2017 - No es classificà